# Стендаль, Курт
Курт Стендаль (дат. Kurt Stendal; 19 февраля 1951, Фредериксберг — 21 августа 2019, Верлёсе, Ховедстаден) — датский футболист и футбольный тренер, играл на позиции полузащитника.

## Биография

### Клубная карьера
Стендаль начинал карьеру на родине в клубе «Видовре», в котором играл один сезон. В 1972 году уехал в Австрию, где присоединился к клубу «Штурм». В общей сложности за восемь сезонов в австрийской Бундеслиге сыграл за «Штурм» 231 матч и забил 69 голов. Всего за австрийскую команду забил 85 голов и по состоянию на 2019 год это пятый результат среди лучших бомбардиров клуба после Марио Хааса, Ивицы Вастича, Гернота Юртина и Божо Бакоты.

### Карьера в сборной
Играл за юношескую (6 матчей) и молодёжную сборную (1 матч). Дебютировал за сборную Дании 13 октября 1973 года в товарищеском матче со сборной Венгрии — матч закончился со счётом 2:2 и в том матче Стендаль забил один из голов. Это был его единственный матч за сборную.

### Тренерская карьера
Работал в качестве главного тренера с «Видовре», «Ландскруной» и «Хеллерупом».

### Смерть
Скончался 21 августа 2019 года в возрасте 68 лет после продолжительной болезни.